# JFマリンバンク海の天気予報
JFマリンバンク海の天気予報（ジェイエフマリンバンクうみのてんきよほう）は、2009年10月から2019年3月29日まで、全国のNRN加盟ラジオ局の一部で毎週月曜日から金曜日の午前中に放送されていたJFマリンバンクの単独提供によるミニ番組（海洋気象情報番組）。海に面している地域のNRN加盟局に向けた企画ネット番組でもあった。

## 番組概要
漁業従事者や沿岸地域の住民にとって必要な「天気」「波の高さ（潮回り）「風（風向・風速）」「満潮・干潮の時間」の情報を、ネット局の放送対象地域ごとに伝えた番組。青森・福井・広島・高知以外の地域のネット局では、自社制作の生ワイド番組に内包されていて、放送対象地域全体の天気予報とセットで編成する局もあった。以上の情報を伝える本編もネット局ごとに制作されていたが、番組冒頭の「JFマリンバンク海の天気予報」のタイトルコールは全国共通で、本編の最後にはさかなクン（JFマリンバンクのキャラクター）が出演するCMが流れた（後述する時期を除く）。提供クレジットのアナウンスについては、「この時間は（漁協貯金でおなじみの）JFマリンバンクがお送りします（しました）」という全国共通の文言を、各局のアナウンサーや内包番組の出演者（以下「パーソナリティ」と総称）が読み上げていた。
2019年3月29日（金曜日）放送分で、全局一斉に終了。終了直前の放送では、当番組に対する意見や感想をリスナーから募集する旨のアナウンスを、各局のパーソナリティが本編に続いて入れていた（メッセージは放送局ごとに受付）。JFマリンパンクの公式サイトでは、放送時間やパーソナリティをネット局別に紹介するページ（詳細後掲）が設けられていたが、放送終了の直前（2019年3月13日）から海上の天気予報を海区・港単位で表示するページに刷新された（参照）。

## ネット局
- 生ワイド番組に内包されている局では、放送時間が変動する場合があった。
- 開始当初は9時台にも放送されている地域があったが、2012年秋改編までにいったん7時台までの放送に統一された。しかし、南日本放送のみ、2015年1月から9時台で放送していた。
- 以下の情報は放送終了時点で、放送時間の早い順から記載。

| 放送対象地域 （海あり県の地域）                | 放送局                        | 放送時間    | 備考                                                                                       |
| ---------------------------------------------- | ----------------------------- | ----------- | ------------------------------------------------------------------------------------------ |
| 関西広域圏 （大阪府・兵庫県 京都府・和歌山県） | 朝日放送ラジオ（ABC）         | 5:32 - 5:35 | 『朝も早よから 芦沢誠です（月曜 - 木曜） 朝も早よから 桂紗綾です（金曜）』内               |
| 北海道                                         | STVラジオ                     | 5:32 - 5:37 | 『オハヨー!ほっかいどう』内                                                                |
| 関東広域圏 （東京都・神奈川県 千葉県・茨城県） | ニッポン放送（LF）            | 5:45 - 5:48 | 『上柳昌彦 あさぼらけ』内                                                                  |
| 福岡県                                         | 九州朝日放送（KBC）           | 5:57 - 6:00 | 『富田薫のアサコレ!』内                                                                    |
| 広島県                                         | 中国放送（RCC）               | 6:36 - 6:40 |                                                                                            |
| 青森県                                         | 青森放送（RAB）               | 6:37 - 6:40 |                                                                                            |
| 徳島県                                         | 四国放送（JRT）               | 6:50 - 6:53 | 『JRTラジオあさ一番』内                                                                    |
| 宮崎県                                         | 宮崎放送（MRT）               | 6:50 - 6:53 | 『田代剛のひなたんラジオ』内                                                               |
| 東海広域圏 （愛知県・三重県）                  | 東海ラジオ（SF）              | 6:51 - 6:54 | 『安蒜豊三 きょうもよろしく』内                                                            |
| 岩手県                                         | IBC岩手放送（IBC）            | 6:51 - 6:54 | 『朝からRADIO』内                                                                          |
| 和歌山県                                       | 和歌山放送（wbs）             | 6:51 - 6:54 | 『グッディ!』内                                                                            |
| 富山県                                         | 北日本放送（KNB）             | 7:05 - 7:08 | 『KNBモーニングすくらんぶる』内                                                            |
| 静岡県                                         | 静岡放送（SBS）               | 7:05 - 7:08 | 『IPPO』内                                                                                 |
| 大分県                                         | 大分放送（OBS）               | 7:05 - 7:08 | 『スタート!』内                                                                            |
| 熊本県                                         | 熊本放送（RKK）               | 7:05 - 7:08 | 『奥田圭のさんさんラジオ』内                                                               |
| 石川県                                         | 北陸放送（MRO）               | 7:05 - 7:10 | 『あさダッシュ!』内                                                                        |
| 山口県                                         | 山口放送（KRY）               | 7:05 - 7:10 | 『おはようKRY』内                                                                          |
| 長崎県・佐賀県                                 | 長崎放送（NBC） NBCラジオ佐賀 | 7:05 - 7:10 | 『早版!! あさかラ!（月曜 - 木曜） 平松誠四郎のあさかラ!（金曜）』内                        |
| 沖縄県                                         | ラジオ沖縄（ROK）             | 7:05 - 7:10 | 『SPLASH!!!』内                                                                            |
| 福井県                                         | 福井放送（FBC）               | 7:06 - 7:10 |                                                                                            |
| 岡山県                                         | 山陽放送（RSK）               | 7:07 - 7:10 | 『朝耳ラジオ』内                                                                           |
| 福島県                                         | ラジオ福島（rfc）             | 7:09 - 7:11 | 『朝から全開!』内                                                                          |
| 京都府・滋賀県                                 | KBS京都 KBS滋賀               | 7:10 - 7:13 | 『笑福亭晃瓶のほっかほかラジオ』内                                                         |
| 新潟県                                         | 新潟放送（BSN）               | 7:14 - 7:18 | 『近藤丈靖の独占!ごきげんアワー（月曜 - 木曜） はや・すた（金曜）』内                      |
| 宮城県                                         | 東北放送（TBC）               | 7:25 - 7:28 | 『Goodモーニング 松尾です（月曜 - 水曜） Goodモーニング 守屋です（木曜・金曜）』内         |
| 山形県                                         | 山形放送（YBC）               | 7:30 - 7:33 | 『グッとモーニン!!』内                                                                     |
| 秋田県                                         | 秋田放送（ABS）               | 7:34 - 7:37 | 『あさ採りワイド秋田便』内                                                                 |
| 愛媛県                                         | 南海放送（RNB）               | 7:34 - 7:37 | 『山下泰則のモーニングディライト（月曜 - 木曜） 江刺伯洋のモーニングディライト（金曜）』内 |
| 高知県                                         | 高知放送（RKC）               | 7:35 - 7:40 |                                                                                            |
| 香川県                                         | 西日本放送（RNC）             | 7:40 - 7:45 | 『さわやかラジオ おはようハイタッチ!』内                                                   |
| 鳥取県・島根県                                 | 山陰放送（BSS）               | 7:50 - 7:53 | 『あさスタ♪』内                                                                            |
| 鹿児島県                                       | 南日本放送（MBC）             | 9:04 - 9:09 | 『モーニングスマイル』内                                                                   |

## 補足
- 2011年3月11日に東北地方太平洋沖地震（東日本大震災）が発災したことに伴って、同年3月14日以降の放送では一時、JFマリンバンクの番組提供とCMを見合わせていた。この期間には、番組タイトルから「JFマリンバンク」を割愛したうえで、4月14日までも「○○ラジオ天気予報」として放送。CMもACジャパンのメッセージに差し替えていた。JFマリンバンクは同年4月25日から提供を再開したが、CMの放送を再開するまでのタイミングについては、ネット局によって判断が分かれた。
  - 東日本大震災では、被災地のJFマリンバンクの施設に影響がなかった[9]。CMなどの放送を見合わせたのは、震災で発生した津波による漁業への甚大な被害を考慮したことによる。